# Herbert Haresnape
Herbert Nickall „Bert” Haresnape (ur. 2 lipca 1880 w Liverpoolu, zm. 17 grudnia 1962 w Birkenhead) – brytyjski pływak, brązowy medalista igrzysk olimpijskich (1908).
Na igrzyskach olimpijskich w Londynie w 1908 roku zdobył brązowy medal na dystansie 100 m stylem grzbietowym.
Cztery lata później, podczas igrzysk olimpijskich w Sztokholmie zakwalifikował się do półfinałów konkurencji 100 m stylem grzbietowym i zajął ostatecznie szóste miejsce.